# Metapygoplus intermedius
Metapygoplus intermedius is een hooiwagen uit de familie Assamiidae.